# Карлин
Карлин (на английски: Carlin) е град в окръг Елко, щата Невада, САЩ. Карлин е с население от 2161 жители (2000) и обща площ от 23,9 km². Намира се на 1495 m надморска височина. ЗИП кодът му е 89822, а телефонният му код е 775.